# Elizabeta Arpadović
Elizabeta Arpadović (Elizabeta Ugarska) (1255. – 1313./1326.) (mađarski: Árpád-házi Boldog Erzsébet, srpski: Јелисавета Арпадовић / Jelisaveta Arpadović, grčki: Ελίζαμπεθ Αρπάντ) bila je princeza Ugarske i Hrvatske te kraljica supruga Srbije u srednjem vijeku; jedna od žena kralja Stefana Uroša II. Milutina.
Bila je kći kralja Stjepana V. i njegove supruge Elizabete Kumanke te sestra Marije, Ane i Katarine. Bila je potomak Marije Laskaris i Bele IV.
Elizabeta se prvo udala za Zaviša (Záviš) od Rosenberga i Falkensteina, sina Budiwoja od Rosenberga i njegove žene Perchte od Skalitza. Zaviš je bio veoma bogat čovjek, čija je prva žena bila Kunigunda Rostislavna. 1288. Elizabeta je Zavišu rodila sina nepoznata imena.
Mnogi su mrzili Zaviša te je on pogubljen 24. kolovoza 1290. Elizabeta je sa sinom otišla na dvor svoje sestre Marije, napuljske kraljice.
Ubrzo nakon smrti Zaviša, Elizabeta je postala redovnica, ali je pobjegla iz samostana. Putovala je u Srbiju kako bi posjetila svoju sestru Katarinu, ženu kralja Srijema Stefana Dragutina. Njegov brat je bio kralj Srbije Stefan Uroš II., koji je zaveo Elizabetu i rastao se od svoje druge supruge Helene Duke Angeline, koja je bila iz Grčke.
Stefan Milutin je potom oženio Elizabetu, ali je Srpska pravoslavna crkva bila protiv braka.
Moguće je da je Elizabeta mužu Stefanu rodila kćer Anu Nedu i sina Stefana Konstantina.
Brak Elizabete i Milutina nije dugo trajao jer su se rastali te je on oženio bugarsku princezu Anu Terter, dok je Elizabeta otišla u Mađarsku.